# 曹世英

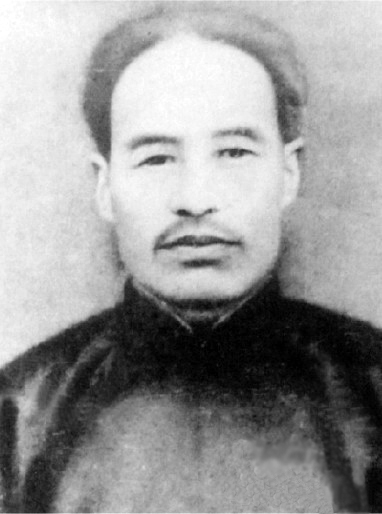

曹世英（1885年—1942年7月13日），字俊夫，陕西省白水县刘家卓村人。中国民主革命家，中华民国政治人物。

## 生平
清朝宣统三年九月一日（1911年），张凤翙宣布陕西脱离清廷独立。此后，曹世英受井勿幕所派，自同州（今陕西省大荔县）回到白水县，同高峻、张海清等人于同年九月九日晚杀害了白水县知县陈问绅。九月十日，他们通告各州县，支持孙中山的革命主张，响应陕西都督张凤翙的号召，在白水县成立共和政府。
中华民国成立后，民国二年（1913年），他赴日本留学，在日本先后参加了中国同盟会、中华革命党。后来，他奉命回到陕西工作。民国五年（1916年）春，他和高峻等人先后攻克黄龙县以北的几个县，后率部自陕北南下，在三原同胡景翼会师，击败了陆建章之子陆承武所部，陆建章被迫离开陕西。同年夏，陈树藩任陕西督军，任命曹世英为骑兵团团长兼第三守备区司令。
民国七年（1918年）1月，曹世英、胡景翼等人在三原成立陕西靖国军，曹世英任左翼军总司令。陕西靖国军同友军共同围攻西安，但因刘镇华率部开入陕西解围，靖国军被迫退守渭北。同年8月，于右任出任陕西靖国军总司令，曹世英被于右任任命为第三路司令，驻高陵。民国八年（1919年），陈树藩和刘镇华邀集奉军、直军、甘军、晋军八路进攻靖国军，曹世英在交口、大王店、相桥一带击败了来犯的直军张锡元旅，使靖国军的局面获得稳定。民国十年（1921年），直军阎相文、冯玉祥先后任陕西督军，曹世英率部接受改编，任陕西陆军第二混成旅旅长，随冯玉祥出潼关，驻扎在河南禹县。
民国十九年（1930年），杨虎城任陕西省政府主席后，请曹世英返回陕西，并任命其为陕西省政府顾问。民国二十八年（1939年），陕西省临时参议会成立，曹世英任参议员。
民国三十一年（1942年）7月13日，曹世英在西安病逝，享年57岁。国民政府授其二等文虎章，加陆军中将衔。